# 喬治·皮克特
喬治·愛德華·皮克特（英語：George Edward Pickett，1825年1月28日—1875年7月30日）少將是南北戰爭期間的邦聯軍（南軍）將領，為李將軍的重要手下之一。其名尤聞於蓋茨堡之役第三日的皮克特衝鋒。

## 生平

### 戰前
1825年1月28日皮克特生於維吉尼亞州的里奇蒙，1846年於西點軍校畢業。他的同級同學還包括石牆傑克森等人。
皮克特亦參與了美墨戰爭，於南北戰爭前的美軍擔任上尉。

### 戰時

#### 內戰之始
1861年皮克特加入了邦聯軍隊，次年1月14日成為准將，指揮朗斯特里特麾下一軍旅。後於七天戰役中負傷。同年10月10日，

#### 蓋茨堡之役
在葛底斯堡之役的第三日，皮克特指揮15,000名南軍正面攻向平原後方的石牆。但最終敵不過北軍頑強的炮火反擊，失去一半的軍人。儘管有人因而指責皮克特的無能，李將軍沒有罷免他的軍職。

### 內戰末年
皮克特在內戰末年一直留在維吉尼亞州。在李將軍投降前他的部隊已幾近覆滅。

### 戰後
皮克特在戰後從事管理銀行和保險。
1875年7月30日，皮克特辭世。

## 外部連結
- https://web.archive.org/web/20070813172753/http://www.us-civilwar.com/pickett.htm
- http://www.civilwarhome.com/pickettbio.htm（页面存档备份，存于）